# مخطط مائي

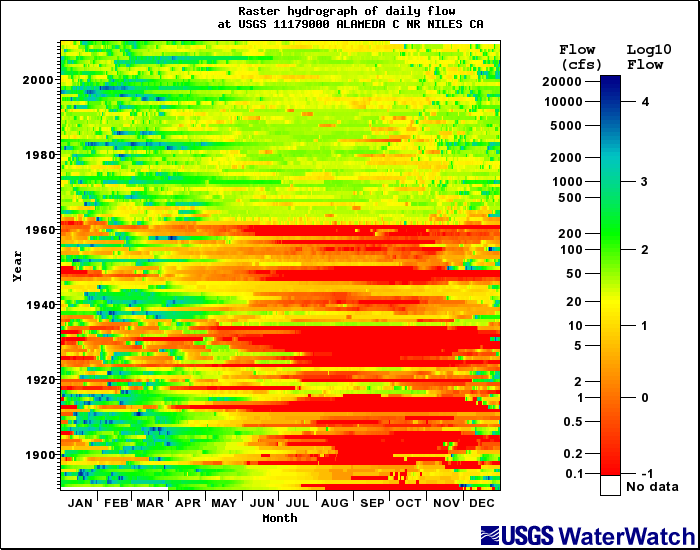
مخطط مائي

المخطط المائي (هيدروغراف) هو رسم تخطيطي يمثل معطيات ملحوظة في سياق حدوثها الزمني في نطاق تدفق الماء.